# 黑胸楔嘴鹩鹛
黑胸楔嘴鹩鹛（学名：Stachyris humei）也称黑胸楔嘴穗鹛，是雀形目鹛科的一种鸟类。
2022年，为了与其新的分类地位相符，“中国鸟类名录”10.0版将将黑胸楔嘴鹩鹛中文名修改为黑胸楔嘴穗鹛。

## 特征
黑胸楔嘴鹩鹛体重约34.1克，翼长约72.8毫米，嘴峰长约24.6毫米，喙宽度约3.9毫米，喙厚度约6.8毫米，跗蹠长约24.9毫米，尾长约76.8毫米。黑胸楔嘴鹩鹛在其分布区内为留鸟，其栖息在密集的高大树木组成的森林中，食性为肉食性，主要食物来源是陆生无脊椎动物。

## 分布
喜马拉雅山，从锡金至北阿萨姆（布拉马普特拉河以北）。